# Cratere Lasswitz
Lasswitz  è un cratere sulla superficie di Marte.